# Ira Tiffen
Ira Alan Tiffen (* 1951 in New York City) ist ein US-amerikanischer Optikdesigner und Glaskünstler. Für seine Leistungen bei der Entwicklung und Herstellung optischer Filter wurde er 1993 mit einem Oscar für technische Verdienste ausgezeichnet.

## Leben
Ira Tiffen wurde 1951 in New York City als Sohn von Nat Tiffen (1925–2006) und Helen Tiffen (1929–2004) geboren. Er hat einen Bruder, Steven Tiffen, und zwei Schwestern.
Er studierte von 1969 bis 1973 Chemieingenieurwesen an der New York University und schloss sein Studium mit einem Bachelor of Engineering ab. 1973 stieg er in das von seinem Vater geleitete Unternehmen Tiffen Manufacturing Corporation ein, wo er zunächst als Leiter der Produktion die Herstellung von optischen Filtern verantwortete. 1982 wechselte er in den Bereich für das Design und die Entwicklung neuer Produkte. Er entwickelte unter anderem die Low Contrast, Double Fog und Coral Filter sowie später die Pro-Mist, Soft/FX, Diffusion/FX und GlimmerGlass Filter. Zuletzt war Tiffen beim Familienunternehmen als Senior Vice President der Forschungsabteilung tätig. Mehrere von ihm entwickelte Erfindungen ließ er patentieren. Im Mai 2004 verließ er das Unternehmen nach 31 Jahren, um in dem von ihm gegründeten Ira Tiffen Studio Glaskunst-Skulpturen herzustellen.
In seinem eigenen Unternehmen Optefex entwickelte er die Optefex Blue Streak Filter. Von September 2012 bis Januar 2018 arbeitete er beim Unternehmen Schneider Optics, Inc. in Hauppauge, New York, als Vice President Motion Picture Filters. Danach gründete er in East Hampton, Connecticut, das Ira Tiffen Art & Design Studio.
Für das von der American Society of Cinematographers herausgegebene und mehrfach aktualisierte Standardwerk American Cinematographer Manual verfasste Tiffen den Abschnitt zu Kamera-Filtern.
Bei der Oscarverleihung 1993 wurde Ira Tiffen für „die Herstellung der Ultrakontrastfilter-Serie für die Filmfotografie“ mit einem Oscar für technische Verdienste ausgezeichnet. 1998 wurden Nat, Ira und Steven Tiffen stellvertretend für die Tiffen Manufacturing Corporation mit einem Primetime Emmy in der Kategorie Emmy Engineering Award ausgezeichnet, womit der Gesamtbeitrag des Unternehmens zur Entwicklung und Herstellung moderner Filter für Kameraobjektive gewürdigt wurde.
Seit 1996 ist Tiffen Ehrendoktor des Columbia College Hollywood in Anerkennung seiner Verdienste für die Filmindustrie. Er ist seit 1992 Associate Member der American Society of Cinematographers (ASC). und seit 2002 Fellow der Society of Motion Picture and Television Engineers (SMPTE).